# SOS-система

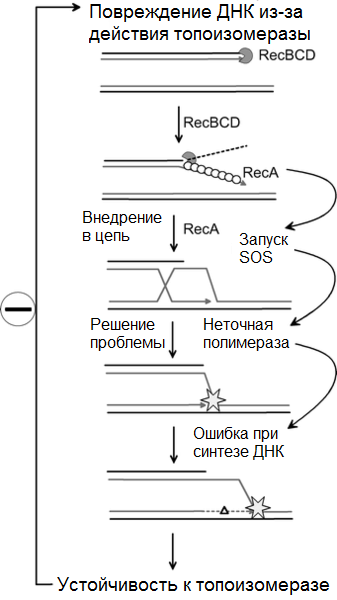
Общая схема SOS-ответа, активированного при отключении топоизомеразы

SOS-систе́ма — защитная система бактерий, которая активируется в ответ на серьёзные повреждения ДНК или ингибирование репликации и запускает сложную цепочку защитных реакций, в том числе экспрессию многих генов, связанных с репарацией. Физиологические изменения в клетке под действием SOS-системы называются SOS-ответом. Ключевую роль в запуске SOS-системы играет белок RecA. Он активирует саморасщепление белка LexA, который в нормальных условиях подавляет экспрессию генов SOS-системы.
SOS-система была открыта и названа в 1975 году Мирославом Радманом у кишечной палочки (Escherichia coli).

## Механизм
SOS-система активируется в ответ на повреждения ДНК, вызванные УФ-излучением или действием химических агентов, а также при подавлении репликации и под действием некоторых лекарств.
SOS-ответ заключается в усилении работы путей репарации при помощи индукции экспрессии белков, задействованных в эксцизионной репарации или рекомбинационной репарации. В условиях SOS-ответа клеточное деление подавляется, кроме того, могут активироваться лизогенные профаги.
В самом начале SOS-ответа в ответ на неблагоприятное воздействие активируется белок RecA. Сигналом, запускающим активацию, может быть небольшая молекула, отделяющаяся от ДНК при повреждении, или же особая пространственная структура, образующаяся в повреждённой ДНК. Для активации RecA в условиях in vitro необходимы одноцепочечная ДНК и АТФ. SOS-ответ запускается очень быстро, спустя всего несколько минут после активации RecA. Под действием RecA происходит расщепление белка LexA — стабильного репрессора многих оперонов. LexA обладает латентной протеазной активностью, и под действием активированного RecA он автокаталитически расщепляется, из-за чего все подавляемые им опероны активируются. Многие гены, которые в нормальных условиях репрессированы LexA, кодируют белки, участвующие в репарации. Некоторые белки экспрессируются на низком уровне и в нормальных условиях, но при разрушении LexA их экспрессия резко усиливается. Например, ген urvB, продукт которого участвует в эксцизионной репарации, имеет два промотора, один из которых независим от LexA, а другой контролируется LexA. В нормальных условиях работает только один промотор, но при расщеплении LexA функционируют оба, что повышает уровень белкового продукта.
LexA связывает в своих мишенях так называемый SOS-бокс — участок длиной 20 пар оснований, содержащий консенсус из восьми абсолютно консервативных позиций. Как правило, SOS-бокс входит в состав промотора. LexA репрессирует также ген recA и собственный ген, поэтому в условиях SOS-ответа идёт активный синтез обоих белков. Уровень RecA может повыситься в 50 раз, и в таких концентрациях RecA начинает сам участвовать в эксцизионной репарации. При этом RecA продолжает индуцировать саморасщепление LexA, что не даёт ему функционировать в роли репрессора во время SOS-ответа.
Если же неблагоприятное воздействие уходит, то клетка быстро возвращается к нормальному состоянию. В отсутствие травмирующего фактора белок RecA больше не может дестабилизировать LexA, и LexA начинает подавлять экспрессию своих генов-мишеней.
RecA запускает расщепление не только LexA, но также белка UmuD, который благодаря этому активируется, и вместе с ним активируется система репарации, склонной к ошибкам. Согласно наиболее распространённой модели, комплекс UmuD2UmuC связывается с RecA вблизи места повреждения. Далее RecA разрезает UmuD с образованием UmuD', что активирует комплекс, и после этого комплекс UmuD'2UmuC, известный как ДНК-полимераза V, синтезирует фрагмент ДНК поверх повреждённого участка, допуская при этом существенно больше ошибок, чем обычные ДНК-полимеразы.
Под действием RecA расщепляются белки-репрессоры многих лизогенных профагов, например, профага λ. Эта реакция не входит в состав SOS-ответа, но служит сигналом для вируса о бедственном положении клетки-хозяина, поэтому, чтобы не погибнуть вместе с ней, фаг переключается на литический цикл для быстрого размножения.
Показано, что SOS-система может играть основную роль в появлении мутаций, вызывающих устойчивость к некоторым антибиотикам. Увеличение частоты мутаций в ходе SOS-ответа вызывается тем, что при нём повреждённые участки восстанавливаются ДНК-полимеразами, склонными к ошибкам.